# Nankoku
Nankoku (南国市 -shi) é uma cidade japonesa localizada na província de Kochi.
Em 2003 a cidade tinha uma população estimada em 50 341 habitantes e uma densidade populacional de 401,60 h/km². Tem uma área total de 125,35 km².
Recebeu o estatuto de cidade a 1 de Outubro de 1959.